# Kula (Bulgaria)
Kula (en búlgaro: Кула) es una ciudad de Bulgaria en la provincia de Vidin.

## Geografía
Se encuentra a una altitud de 278 m s. n. m. a 208 km de la capital nacional, Sofía.

## Demografía
Según estimación 2012 contaba con una población de 3 119 habitantes.
|         | 2004  | 2005  | 2006  | 2007  | 2008  | 2009  | 2010  |
| Mujeres | 1 914 | 1 859 | 1 847 | 1 804 | 1 760 | 1 725 | 1 700 |
| Varones | 1 751 | 1 716 | 1 697 | 1 631 | 1 609 | 1 562 | 1 520 |
| Total   | 3 665 | 3 575 | 3 544 | 3 435 | 1 760 | 3 287 | 3220  |